# 세리타니촌
세리타니촌(芹谷村)은 시가현 이누카미군에 설치되었던 촌이다.